# Loúros Potamós
Loúros Potamós är ett vattendrag i Grekland. Det ligger i den centrala delen av landet, 280 km väster om huvudstaden Aten.